# Spłuczka toaletowa
Spłuczka toaletowa – mechanizm spustowy wody złożony z jednego zaworu (zazwyczaj start/stop) uruchamianego za pomocą przycisku lub dźwigni otwierającej przepływ wody. Po napełnieniu całego zbiornika spustowego zawór zostaje zamknięty automatycznie przy pomocy pływaka. Na rysunku przedstawiono azjatycki typ systemu spłukującego, który jest podobny do europejskiego.
Istnieją również spłuczki toaletowe tzw. ciśnieniowe, budową przypominające zawór, otwierany przez naciśnięcie dźwigni a zamykany poprzez sprężynę. Nazywane są one automatami spłukującymi.
Standardowe spłuczki klozetowe w Polsce mają nieco odmienną budowę od tu przedstawionego. Zasada ich działania jest jednak taka sama.
|                                       |                                                                                       | |
| Schemat działania spłuczki toaletowej | 1. pływak 2. zawór 3. ramię pływaka 4. rura napełniająca 5. rurka za zaworem 6. korek | 7. rura przelewowa 8. rączka do spłukiwania 9. łańcuszek 10. maks. linia wody 11. trzpień zamykający zawór 12. spust |